# Lauri Metsämäki
Lauri Juhani Metsämäki, född 28 februari 1939 i Helsingfors, är en finländsk socialdemokratisk politiker, bosatt i Ekenäs i Raseborg. Hans titel är revisor. Metsämäki är finskspråkig, men han har verkat en stor del av sitt politiska liv på svenska, och beviljades därav Folktingets bronsmedalj 1994.

## Rikspolitiken
Metsämäki var riksdagsledamot under tre perioder: först under två mandatperioder, den 21 mars 1987 - 23 mars 1995, och sedan på nytt som Matti Louenkoskis (Sdp) efterträdare under tiden 2 maj 1996 – 23 mars 1999. Som riksdagsledamot representerade han Nylands läns valkrets och hörde till den socialdemokratiska riksdagsgruppen. Under sin tid som riksdagsman hade han följande utskottsposter:
- Stora utskottet 07.04.1987 – 20.12.1993
- Lagutskottet (suppleant) 09.04.1987 – 21.03.1991
- Jord- och skogsbruksutskottet 09.04.1987 – 21.03.1991
- Andra lagutskottet 09.04.1987 – 03.05.1989
- Förvaltningsutskottet 11.04.1991 – 23.03.1995
- Finansutskottet (suppleant) 21.05.1996 – 23.03.1999
- Ekonomiutskottet (suppleant) 28.05.1996 – 23.03.1999
- Elektorerna 07.04.1987 – 21.03.1991
- Riksdagens löneutskott 14.04.1987 – 29.02.1992

I Finlands delegation i Nordiska rådet var Lauri Metsämäki suppleant under perioderna 12.05.1987 – 04.05.1989 och 05.05.1989 – 23.03.1995, vice ordförande under perioderna 11.10.1989 – 10.04.1991 och 04.11.1993 – 23.03.1995 samt suppleant åren 21.05.1996 – 19.11.1996 och 20.11.1996 – 23.03.1999. 
I egenskap av riksdagsman har Metsämäki fungerat som statsrevisor under perioden 01.01.1988 – 31.12.1995 och som statsrevisorernas ordförande 28.05.1996 – 31.12.1999. 
Metsämäki var medlem av Socialdemokratiska partiets partistyrelse 1993-1999 och ordförande för Finlands svenska arbetarförbund 1992-1997.
I Skärgårdsdelegationen var Lauri Metsämäki vice ordförande under perioden 1987-1991, ledamot perioden 1992-1995 och åter vice ordförande under perioderna 1996-1999, 1999-2002 och 2003-2006.

## Kommunalpolitiken
Lauri Metsämäki inledde sin över 40 år långa kommunalpolitiska karriär i Ekenäs landskommuns kommunfullmäktige år 1968. Då landskommunen slogs ihop med Ekenäs stad år 1977 blev han invald i Ekenäs stadsfullmäktige, var han satt med i åtta perioder fram till år 2008. Lauri Metsämäki har även varit första vice ordförande för Ekenäs stadsfullmäktige samt vice ordförande för Ekenäs stadsstyrelse, var han suttit med i flera perioder.
I samband med kommunsammanslagningen av Ekenäs, Karis och Pojo blev Lauri Metsämäki i kommunalvalet 2008 vald till  Raseborgs stadsfullmäktige för sin tionde fullmäktigeperiod 2009-2012. Han är även ordförande för revisionsnämnden i Raseborg under denna period.

## Yrke och privat
Före sin tid som riksdagsman arbetade Metsämäki som förrådsarbetare 1959-1961, byggarbetare 1962-1964, lastbilschaufför 1964-1965, försäljare 1965-1967, transportchef 1968-1970, partifunktionär 1970-1976, sekreterare för kommunalärenden 1977-1980 och 1980-1996 som revisor för arbetspensioner.
Lauri Metsämäki är gift med pens. verkställande direktör Berit Metsämäki (f. Lindholm) sedan 1958.